# Margarita Padín
Margarita Padín (Buenos Aires, 8 de julio de 1910-Buenos Aires, 13 de agosto de 1993), fue una pionera vedette y actriz argentina.

## Biografía
Hijo de los actores circenses Manuel Padín y Máxima Hourquet —su hermana María Padín también fue intérprete y se casó con un poco reconocido actor y director llamado Arturo Mario—, tuvo siete hermanos, uno de los cuales murió pequeño. Iniciada desde niña, luego sobresalió haciendo parodias de figuras célebres. En 1933 debutó en cine en la segunda película sonora Dancing, de Luis José Moglia Barth, con Arturo García Buhr y Amanda Ledesma, que tuvo poco éxito a diferencia de su sucesora: ¡Tango!, del mismo año. En 1935 fue extra en la película El caballo del pueblo y en 1938 integró el elenco del melodrama Puerta cerrada, protagonizada por Libertad Lamarque, éxito rotundo que fue un hito para la historia del cine nacional. A lo largo de la década de 1930 sus papeles más importantes fueron Cholita (Melgarejo, 1934) y Adela (Puerta cerrada, 1939).
Para la empresa EFA, acompañó a Pepita Muñoz en la comedia De México llegó el amor y un año después, actuó junto a Olinda Bozán y Aída Luz en Mamá Gloria, del peruano Richard Harlan. En la década de 1950 realizó sus trabajos más recordados en films cómicos y picarescos protagonizados por Los Cinco Grandes del Buen Humor, Alberto Castillo y Alfredo Barbieri. A su vez, se convirtió en una de las figuras del espectáculo más respetadas y una de las mejores recitadoras de chistes del país. Incursionó en teatro en obras como Café concierto 1900 (1950), en el Teatro Nacional con dirección de Ivo Pelay. Ese mismo año, secundó a varios grandes del humor en el Teatro Cómico durante el estreno de Canciones y ritmos del mundo, y en 1956 colaboró en el Teatro Comedia, formando parte de una obra con temática política.
También se destacó en radio, con Juan Carlos Thorry y Jaime Font Saravia y en los años 1960 intervino en el exitoso ciclo televisivo La feria de la alegría y realizó varias temporadas en el Teatro Maipo y Liceo en obras como ¿Algún marido es fiel? (1966), con guiones de Abel Santa Cruz. Al lado de Tita Merello, incursionó en Las muchachas de antes no usaban bikini (1960) con varias funciones en el Teatro El Nacional. Con más de 70 años de trayectoria, ha participado en 15 películas.
Integró el elenco de Hoy ensayo hoy (1983), reuniéndose con grandes figuras del pasado como Iris Marga, Sabina Olmos y Santiago Gómez Cou, dirigida por Rodolfo Graziano en el Teatro de la Ribera, y en 1988 en el Cervantes, homenajeó a Niní Marshall en el ciclo «Grandes humoristas». Después de más de 30 años sin hacer cine, realizó su última intervención cinematográfica en Yo, la peor de todas, de María Luisa Bemberg basada en el libro de Octavio Paz Las trampas de la fe, relatando la historia de Juana Inés de la Cruz, una mujer que se encierra en un convento para poder estudiar. Auspiciada por la compañía GEA Cinematográfica, el film fue considerado uno de los mejores de la década y estrenado en países como Alemania, Austria, Chile, Reino Unido e incluso Estados Unidos.
Tras una operación quirúrgica a la que debió someterse, falleció a los 83 años el 13 de agosto de 1993 en Buenos Aires. Sus hermanos fueron los actores Pilar y Fausto Padín, y su cuñada fue la actriz Raquel Oquendo.

## Filmografía
- Yo, la peor de todas (1990)
- El sonámbulo que quería dormir (1956)
- Por cuatro días locos (1953)
- Como yo no hay dos (1952)
- Locuras, tiros y mambo (1951)
- Lauracha (1946)
- Mamá Gloria (1941)
- De México llegó el amor (1940)
- Nativa (1939)
- Puerta cerrada (1938)
- Una prueba de Cariño (1938)
- Melgarejo (1937)
- El caballo del pueblo (1935)
- Picaflor (1935)
- Dancing (1933)